# Тоголезский конституционный референдум (1963)
Конституционный референдум в Того проходил 5 мая 1963 года одновременно со всеобщими выборами. По новой Конституции Того становилось президентской республикой с однопалатным Национальным собранием. Конституция была одобрена 98,5% голосов избирателей при явке 91,1%.

## Предвыборная обстановка
Референдум проводится в контексте военного государственного переворота 12 и 13 января 1963 года против президента Сильвана Олимпио, обнаруженного убитым в до сих пор неясных обстоятельствах в американском посольстве, где он укрылся днём ранее. Проект конституционных поправок предусматривал образование президентской республики с президентом с широкими полномочиями, который может служить максимум два 5-летних срока, а также однопалатный парламент. Статья № 85 предусматривала обязательное проведение референдума для любого пересмотра Конституции, что ранее не являлось обязательным.

## Результаты
| Выбор                               | Голоса  | %    |
| ----------------------------------- | ------- | ---- |
| «За»                                | 568 402 | 98,5 |
| «Против»                            | 8 484   | 1,5  |
| Недействительных/пустых бюллетеней  | 5 423   | −    |
| Всего                               | 582 309 | 100  |
| Зарегистрированных избирателей/Явка | 639 524 | 91,1 |
| Источник: Sternberger et al.        |         |      |